# Борач на Кршу
Борач (стсл. Градь Борьчь, Борачь,Castrum Borich, Boroch, Borith, Borych, Borcz, Barch, Borac, Boraz, Boraç) је тврђава у Србији чије се рушевине налазе на Борачком кршу, изнад истоименог села,10 километара северозападно од Кнића. Није познато када је утврђење подигнуто, пошто његово прво сигурно помињање потиче из 1389. године, док се сама жупа Борач, чије је средиште било, помиње још у првој половини XIII века. Највећи успон доживљава у доба Деспотовине, за време Стефана Лазаревића (кнез 1389—1402, деспот 1402—1427) бива једно од најзначајнијих утврђења у држави, а након његове смрти, после губитка Београда и Голупца, Ђурађ Бранковић (1427—1456) ојачава Борачки град.
Остаци тврђаве нису археолошки истражени, а заједно са црквом у подножју Борачког крша и старим гробљем у Борчу, представљају непокретно културно добро као споменик културе од великог значаја.

## Прошлост тврђаве
Борач је, у средњем веку, био средиште истоимене жупе односно власти (у доба Деспотовине). У повељи Стефана Првовенчаног (велики жупан 1196—1217, краљ 1217—1228), коју је издао својој задужбини, манастиру Жичи, први пут се помиње жупа Борач. Један минеј, који се датира у 13-14. век, помиње тврђаву Борач, али научници сматрају да се то односи на истоимено утврђење у Дреници.
После Косовске битке, током јесени 1389. године, снаге краљевине Угарске предвођене Жигмундом Луксембуршким (1387—1437) су упале у Српску земљу. Том приликом су освојени Борач и оближњи Честин, а Жигмунд је под Борчем издао седам повеља. Борбе у том делу Србије су настављене и током наредне 3 године, да би, после Никопољске битке (1396) и пропасти Вука Бранковића војска краљевине Угарске поново упала у Српску земљу 1397. године. У том походу заузет је Борач, док су неуспешно опседана околна утврђења, Честин и Неваде.
У доба Деспотовине, Борач је имао значајну улогу, као место једног од дворова Стефана Лазаревића. У њему је 1405. године издао повељу којом је потврдио повластице у трговини, које су уживали грађани Дубровачке републике у Србији, а током јуна 1427. године, Стефан је боравио на свом двору, у селу Бело Поље, северозападно од Борча.
После његове смрти, Ђурађ Бранковић је ојачао тврђаву Борач, која је, уз Островицу, остала једино јаче утврђење у северном делу Српске деспотовине, после губитка Београда и Голупца. Током првог пада Деспотовине, Османлије су Борач заузеле и разрушиле 1438. године. После Дуге војне и Сегединског мира, којим је 1444. године обновљена Српска деспотовина, Борач је враћен деспоту Ђурђу, а коначно је пао под власт Османлија, највероватније 1458. године, заједно са Островицом.

## Изглед тврђаве
На простору тврђаве нису вршена археолошка истраживања, због чега је немогуће прецизније датирати њен настанак, док се њен изглед може само грубо реконструисати, на основу видљивих надземних остатака.
Смештена је на врху Борачког крша и има издужену основу која се пружа правцем југозапад-североисток, у дужини од око 150 метара, док јој је највећа ширина око 70 метара. Својом југозападном и југоисточном страном, ослоњена је на оштре и високе стене које онемогућавају приступ, тако да у том делу практично и нема бедема, а утврђене су северозападна и североисточна страна, са које се највероватније и улазило у тврђаву.
Састоји се из 3 целине:
Великог града, смештеног на североистоку, који је унутрашњим бедемом подељен на два дела
Малог града, смештеног на југозападу
Цитаделе, смештене на уском каменом узвишењу, у југоисточном делу Малог града
На терену су уочљиви делови бедема, остаци три четвртасте куле, које су ојачавале североисточни бедем, темељи зграда у склопу Малог града и у Цитадели, темељи мале цркве, уз саму литицу и Донжон куле, неправилне кружне основе.
Унутрашње димензије цркве су 5,5 са 2,5 метара, а битно је истаћи да су њени зидови и са унутрашњег и спољашњег лица обложени тесаницима сиге, што би указивало на њену репрезентативну намену.
У подножју Борачког крша, уз његове литице испод саме тврђаве, смештена је црква светог архангела Михаила.

## Галерија
- Поглед на Борачки крш са означеним положајем Донжон куле и црквице
- Остаци црквице у Цитадели
- Темељи једне од зграда у Малом Граду
- Рушевине утврђења
- Храм Светог архангела Гаврила испод тврђаве
- Остаци Донжон куле.
- Остаци Донжон куле.
- Остаци Донжон куле.